# Echinops telfairi
Pour le genre botanique, voir Echinops
Genre
Espèce
Statut de conservation UICN

 LC  : Préoccupation mineure
Echinops telfairi est une espèce de mammifères de la famille des Tenrecidae. Ce tenrec-hérisson est endémique des forêts de l’ouest et du sud de Madagascar. C'est la seule espèce du genre Echinops.
Cette espèce est nommée en français petit tenrec-hérisson, ou petit hérisson-tenrec, petit tenrec, tenrec-hérisson ou encore tambotrika.

## Description
Le petit tenrec-hérisson a le dos recouvert de piquants qu'il peut hérisser, et dont la couleur peut varier du blanchâtre au brun foncé. Le ventre et les pattes sont couverts de fins poils gris-blanc. Son museau est long et pointu, les oreilles relativement grandes.
Cette espèce n'a pas de queue, et atteint une longueur de 14 à 18 centimètres (corps + tête) et un poids de 110 à 230 grammes.
Il doit son nom à Charles Telfair, naturaliste de l'île Maurice.

## Habitat et nourriture
Bien qu'habitant principalement le sol sous des branches, feuilles ou pailles, on peut aussi l'observer grimper sur des troncs d'arbre pour y habiter dans un trou. Ce mammifère sort la nuit pour attraper ses proies, principalement des insectes, mais il peut aussi manger des racines et des fruits.

## Mode de vie
Le petit tenrec-hérisson hiberne l'hiver (quelquefois en couple). Au réveil (en janvier ou en février), la femelle donne le jour au bout de 2 mois de gestation environ à 12 à 16 petits, aveugles, mesurant 5 cm pour 8 g. Ils atteindront leur maturité sexuelle à 1 an et vivront 13 ans maximum.